# Wanduan
Wanduan (王道) é um kata do caratê, originário do estilo Tomari-te. Isto é, suas origens podem ser encontradas em China, pero seu conjunto de técnicas se desenvolveu nas cercanias de Tomari, de onde se espalhou e influenciou o estilos de carattê derivados, marcadamente as escolas do estilo Shorin-ryu.

## História
A forma é atribuída, além de sua origem chinesa, a um dos reis de Oquinaua.
Diz-se que o mestre Gichin Funakoshi, antes de estabelecer o currículo de seu estilo, praticava-o ou, pelo menos, o conhecia.

## Características
O kata inicia com deslocamento do pé — ashi sabaki — de modo peculiar para estabelecer a base shiko dachi. Possui técnicas fortes e ligeiras, mas parece mesclar alguns movimentos típicos do Naha-te, tendo aproximadamente 55 kyodo. A forma desenvolve golpes de arremesso.